# A Pantera Cor-de-rosa (telessérie de 1969)
A Pantera Cor-de-Rosa (The Pink Panther Show, no original em inglês) é uma série animada criada pelos estúdios DePatie-Freleng Enterprises, exibida originalmente entre 1964 e 1980 nos Estados Unidos.
A Pantera Cor-de-Rosa foi um personagem criado para fazer apenas uma introdução ao filme Pantera Cor-de-Rosa, de Blake Edwards, com Peter Sellers. O filme é sobre o roubo de um diamante cuja característica ímpar é possuir uma imagem de uma pantera, cor-de-rosa, no seu interior. O sucesso foi tão grande com crítica e público que, de personagem coadjuvante, passou a principal. Começou a ter uma série de curta-metragens lançados nos cinemas a partir de 1964 e em 1969, passou a ser exibidos na TV em 1969 no bloco de animação The Pink Panther Show.
A Pantera não se comunica verbalmente, apenas através de mímica (em alguns episódios, ela até fala). Sempre seguida pela famosa trilha de Henry Mancini.

## Exibição

### Brasil
O desenho estreou no Brasil sendo exibido pela extinta TV Tupi, no Rio de Janeiro, São Paulo e no resto das afiliadas de Rede Tupi de Televisão no período de 1973 a 1978. De 1979 a 1981 foi exibida na TV Record.
A Partir de 1982 a série foi exibida pela extinta TVS, atual SBT e era exibida na faixa nobre da emissora ás 21h15. Em 1985 o desenho foi exibido no programa do palhaço Bozo. Em 1986 o desenho chegou à ser transmitido aos domingos ás 09h00 mas também continuou passando na faixa nobre de segunda à sexta ás 21h15. A partir de 1988, A Pantera Cor-de-rosa foi exibida dentro do programa Show Maravilha da apresentadora Mara Maravilha até o ano de 1990.
No inicio da década de 1990 passou para a TV Globo onde começou a ser exibida no Xou da Xuxa. Nessa época a Editora Globo criou até mesmo uma famosa revista em quadrinhos do desenho animado.
Depois disso após alguns anos fora do ar, foi transmitida em 1998, novamente na Record no programa Eliana & Alegria, e em seguida em 1999, na Globo pelo programa Angel Mix da apresentadora Angélica, onde foi exibida até meados dos anos 2000.
O desenho retornou ao SBT por volta de 2002 quando começou a passar no Bom Dia e Cia, agora com apresentação de Jackeline Petkovic e posteriormente por Jéssica e Kauê que exibiam também "Os Filhos da Pantera Cor de Rosa", nessa fase até o ano de 2005 também foi exibida no programa Sábado Animado. 
Em 2008 a Record então comprou em definitivo o desenho e o exibiu até 2009, dentro do bloco Record Kids, quando deixou a grade da Record substituído pela série Todo Mundo Odeia o Chris.
Em 2015 a TV Cultura anuncia a exibição após 5 anos com estreia em 12 de outubro, no dia da criança, com 4 temporadas totalizando 82 episódios.As exibições na cultura aconteceram inicialmente de segunda à sexta, às 19h45. Aos sábados, às 19h40 (até 18 de junho de 2016, passando para às 18h40, pois em 25 de junho de 2016, é exibido às 19h, o programa Manos e Minas, que logo passa para às 19h30). Com a estréia do infantil Tá Certo? em 11 de setembro de 2017, a Pantera-cor-de-Rosa passou para o horário das 21h. De segunda a sexta, e no sábado, às 19h. Porém em 08 de junho de 2018, o desenho é substituido por Shaun, o Carneiro. O programa foi exibido na íntegra, ou seja, com abertura e episódios de O Inspetor e The Ant and the Aardvack. 
No fim de 2018 "A Pantera Cor-de-Rosa" foi comprada novamente pelo SBT, sendo exibida no extinto Bom Dia & Cia, durando pouco tempo no ar.
O desenho já passou pelos canais fechados Cartoon Network de 2002 a 2004, Boomerang de 2004 a 2006, TCM e Tooncast. A versão da Pantera Cor-de-Rosa falando, criada em 1993, foi transmitida pela Rede Globo dentro do programa TV Globinho com apresentação de Geovanna Tominaga em 2004.

### Portugal
A série estreou em Portugal na RTP1 em 1970 e foi exibida até 1980, na versão original com legendas. Depois estreou na SIC em 1994 no bloco Buéréré mas desta vez com uma dobragem portuguesa. Mais tarde, foi exibida na TVI em 2003 e 2004, com retransmissão em 2005, com a mesma dobragem da SIC. Em 2008, foi exibida na RTP Memória com uma dobragem portuguesa diferente, depois estreou na SIC K em 2014 com a mesma dobragem da RTP Memória. Em 2007, foi transmitida no Boomerang Europa, depois em 26 de abril de 2018, foi transmitido na versão portuguesa do Boomerang.

## Prêmios e indicações

### Oscar
A Pantera fez seus dois produtores David H. DePatie e Friz Freleng ganharem um Oscar da Academia em 1965, com o episódio "The Pink Phink", além de receberem outra indicação, em 1967 por "The Pink Blueprint"

### Emmy
- 1980: indicação pelo episódio "Pink Panther in the Olym-pinks"